# Etzelwerk
Die Etzelwerk AG mit Sitz in Einsiedeln ist eine Schweizer Kraftwerkgesellschaft, die Bahnstrom (16,7 Hertz) produziert.

## Geschichte
Ein erstes Projekt zum Bau eines Kraftwerks mit Speichersee im Hochtal östlich von Einsiedeln wurde bereits 1899 in der Schweizerischen Bauzeitung vorgestellt. Es wurde von L. Kürsteiner in Zusammenarbeit mit der Maschinenfabrik Oerlikon (MFO) ausgearbeitet und sollte dazu dienen, die nachts ungenutzt abfliessenden Wasserkräfte zu sammeln und tagsüber zur Verfügung zu stellen. Schon damals wurde erkannt, dass Elektrizität eine einfach zu transportierende Energieform ist, welche die Schweiz vom Ausland unabhängig macht. Die MFO schloss 1900 mit den Bezirken Einsiedeln und Höfe Konzessionsverträge ab. Das Projekt erweckte 1902 auch das Interesse des Kantons Zürich, der 1904 dem Bundesrat vorschlug, das Kraftwerk für die Elektrifizierung der SBB zu nutzen, es aber gleichzeitig selbst einer eingehenden Prüfung unterzog, die 1906 veröffentlicht wurde. Die SBB kauften das Projekt 1909 samt den Konzessionen von der MFO ab, stellte aber fest, dass die Konzessionen für den Bau des Werks ungenügend sind und aus rechtlichen Gründen von der SBB gar nicht übernommen werden konnten, sodass sie im Oktober 1910 ungenutzt verfielen.

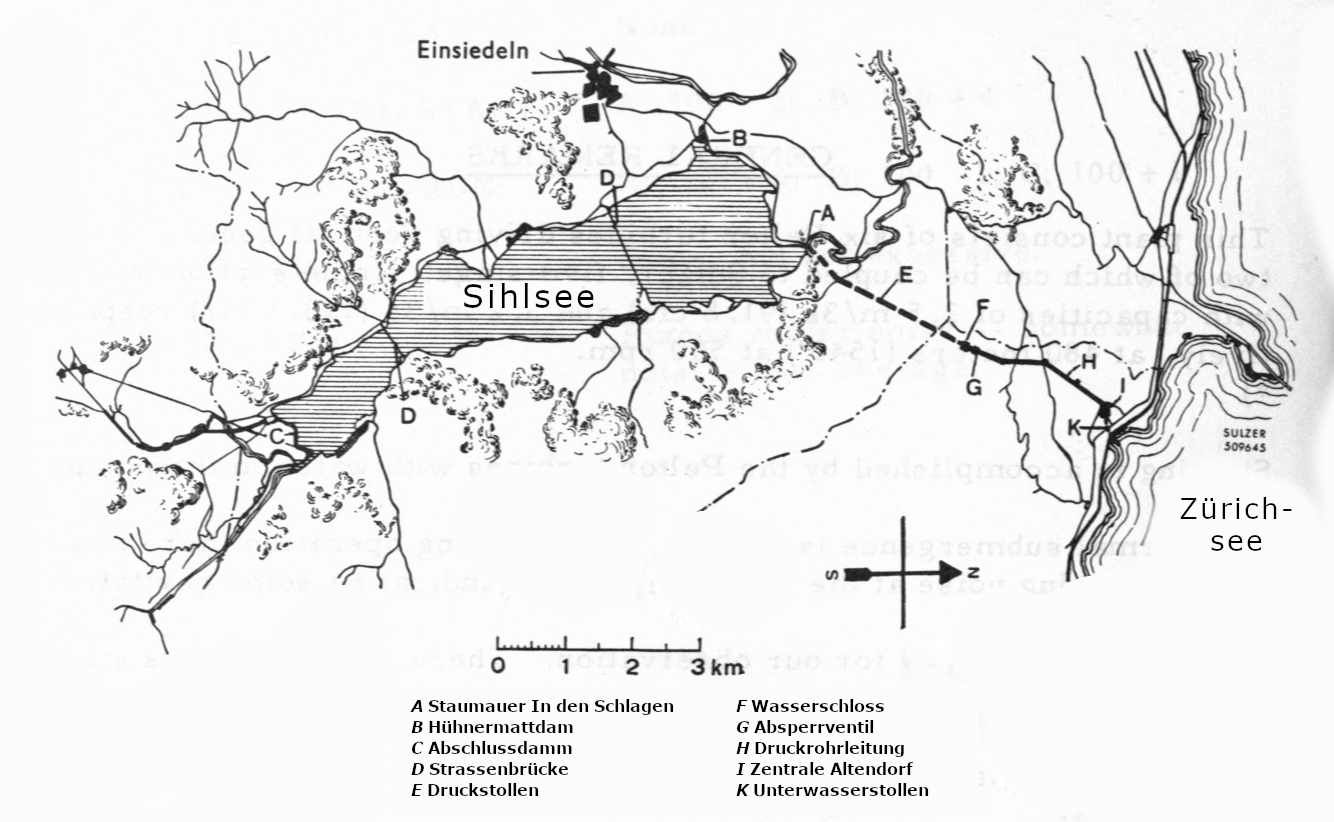
Übersichtsplan des Etzelwerks

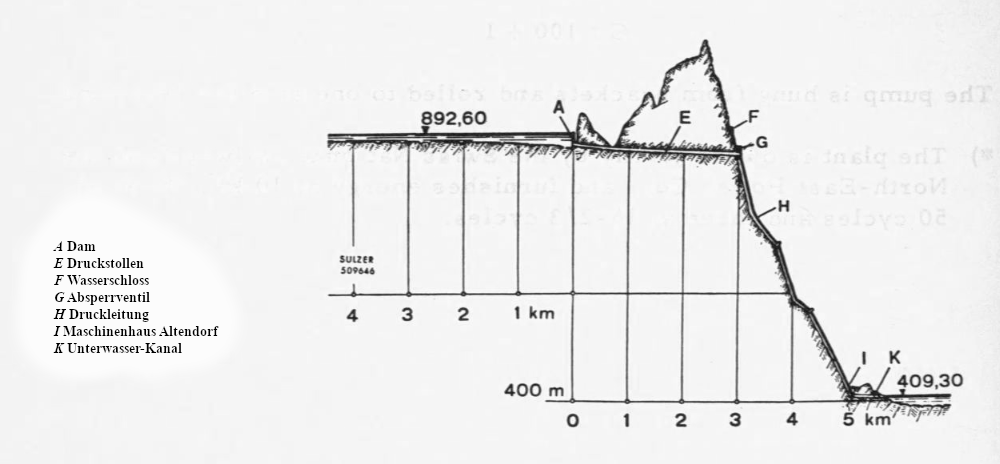
Längsprofil des Etzelwerks

Während des Ersten Weltkriegs ruhten die Konzessionsverhandlungen, die danach wieder aufgenommen wurden und 1919 zum Abschluss der Verträge mit den Kantonen Zürich und Zug führten. 1929 folgte auch der Kantone Schwyz, nachdem 1926 Zusatzverträge für die direkt betroffenen Bezirke Einsiedeln und Höfe abgeschlossen waren und geklärt wurde, dass die Bezirke Schwyz und March nicht konzessionsberechtigt sind.
Die Konzession gab den Schweizerischen Bundesbahnen (SBB) und den Nordostschweizerischen Kraftwerken (NOK) das Recht für die Gewinnung von Elektrizität mit Wasser der Sihl. Ungewöhnlich ist die Situation, dass die Konzession von nicht von einem, sondern von fünf Konzedenten erteilt wird. Es sind dies die Kantone Schwyz, Zürich und Zug, sowie die Bezirke Einsiedeln und Höfe. 1932 wurde damit begonnen, den künftigen Sihlsee anzulegen und die Zentrale des Pumpspeicherkraftwerk in Altendorf am oberen Zürichsee zu erstellen; die Bauarbeiten wurden 1937 vollendet.
Das Kraftwerk nahm mit sechs Pelton-Turbinen den Betrieb auf – drei Maschinensätze produzierten Dreiphasenwechselstrom für das Landesnetz, drei Einphasenwechselstrom für die SBB. Zehn Jahre nach Inbetriebnahme wurden 1947 die beiden Speicherpumpen installiert. In den Jahren 1969 bis 1973 wurde das Kraftwerk um einen siebten Maschinensatz erweitert, der mit einem Einphasenwechselstrom-Generator-Motor versehen ist und sowohl zur Energieerzeugung wie auch zum Pumpen genutzt werden kann.
Bis zum 30. September 1987 belieferten die NOK den Kanton Schwyz mit Strom (50 Hertz) aus dem Gemeinschaftswerk. Im Vorfeld der anstehenden Konzessionserneuerung verkauften die NOK ihren 50 %-Anteil am Etzelwerk an die SBB, die sich als alleinige Aktionärin um die Erneuerung der Konzession bewarben. Dem Kraftwerk wurde eine Übergangskonzession erteilt, die bis Dezember 2022 gültig ist. Mit dem Rückzug der NOK wurden zwei Hochspannungsleitungen abgebrochen und die drei Dreiphasenwechselstrom-Generatoren durch Einphasenwechselstrom-Generatoren ersetzt.

## Technik
Die Sihl wird durch die Schwergewichtsstaumauer In den Schlagen zum Sihlsee aufgestaut. Das Einzugsgebiet des 11 km² grossen Stausees misst 156 km². Das Stauziel des Sees liegt auf 889 m ü. M., das Maschinenhaus in Altendorf SZ auf 416 m, sodass die Turbinen ein Gefälle von über 473 m nutzen können. Im Maschinenhaus sind im gesamten sieben grosse Maschinensätze und zwei kleine Pelton-Turbinen für die Deckung des Eigenbedarfs aufgestellt. Alle Maschinensätze werden mit Einphasenwechselstrom des Bahnstromnetzes betrieben, der eine Frequenz von 16,7 Hz hat. Vom Unterwerk gehen die Bahnstromleitungen nach Rapperswil SG, Steinen und Ziegelbrücke–Sargans ab.

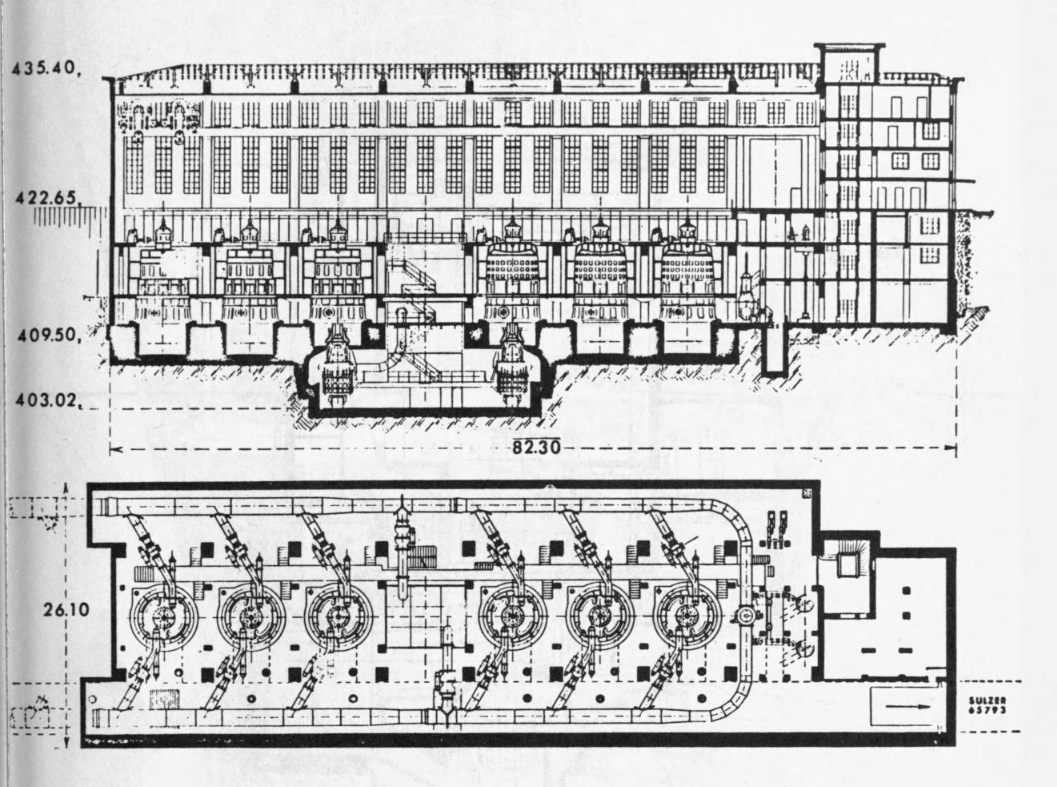
Längsschnitt und Grundriss Maschinenhaus Altendorf SZ

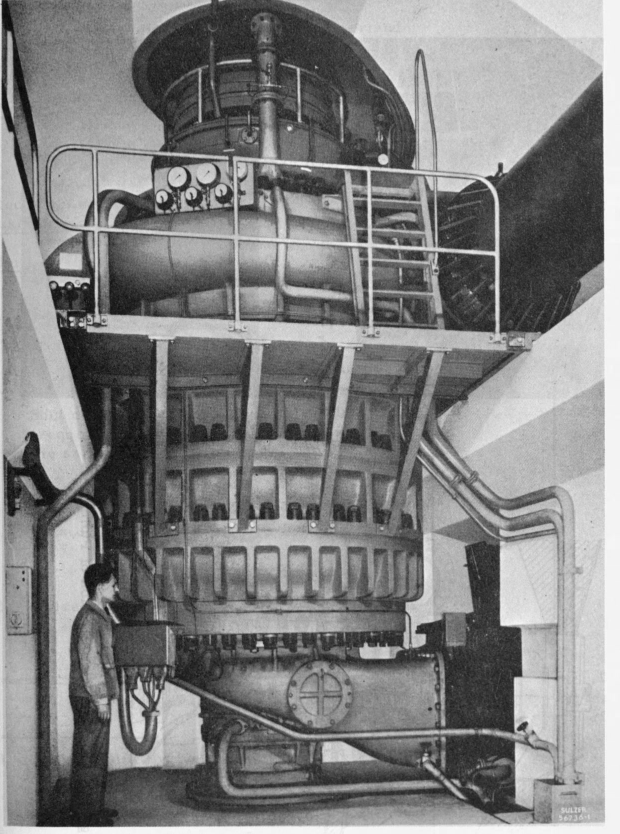
Speicherpumpe

Im Jahre 1964 waren im Kraftwerk die folgenden Maschinensätze eingebaut:
|     | Hersteller  | Hersteller  | Hersteller |                         | Leistung | Leistung |
| Nr. | Turbine     | Pumpe       | Generator  | Stromart                | Turbine  | Pumpe    |
| --- | ----------- | ----------- | ---------- | ----------------------- | -------- | -------- |
| 1   | Escher Wyss | (keine)     | BBC        | Einphasenstrom 162⁄3 Hz | 16 MW    | -        |
| 2   | Bell        | (keine)     | BBC        | Einphasenstrom 162⁄3 Hz | 16 MW    | -        |
| 3   | Escher Wyss | Escher Wyss | BBC        | Einphasenstrom 162⁄3 Hz | 16 MW    | 14 MW    |
| 4   | Escher Wyss | Escher Wyss | MFO        | Drehstrom 50 Hz         | 16 MW    | 18 MW    |
| 5   | Bell        | (keine)     | MFO        | Drehstrom 50 Hz         | 16 MW    | -        |
| 6   | Escher Wyss | (keine)     | MFO        | Drehstrom 50 Hz         | 16 MW    | -        |

Zusätzlich zu den oben aufgeführten Maschinensätzen liefern zwei kleine vertikalachsige Pelton-Turbinen Dreiphasenwechselstrom für den Eigenbedarf des Kraftwerks. Jede Turbine hat eine Leistung von 220 kW.
Die vertikalachsigen Maschinensätze arbeiten mit 500 Umdrehungen pro Minute. Sie bestehen aus einer zweidüsigen Pelton-Turbine mit Schirmgenerator. Bei den Maschinensätzen 3 und 4 ist unterhalb des Turbinenrades eine fünfstufige Zentrifugalpumpe angeordnet. Die zuerst eingebaute Pumpe von Maschinensatz 4 hatte eine 10 % über den Erwartungen liegende Förderleistung, weshalb bei der Pumpe von Maschinensatz 3 ein kleineres Laufrad eingebaut wurde, was dann wiederum zu einer 10 % zu kleinen Leistung führte. Beim Inbetriebnahme der Pumpen werden diese zuerst mit Wasser gefüllt, dann mit der Pelton-Turbine auf die Betriebsdrehzahl hochgefahren, bevor der Generator als Motor mit dem Netz synchronisiert wird.
Zwischen 1969 und 1973 wurde das Maschinenhaus um 25 m verlängert und ein siebter Maschinensatz in Betrieb genommen. Er besteht aus einer sechsdüsigen Pelton-Turbine, einem Einphasenwechselstrom-Motor-Generator und einer ebenfalls fünfstufigen Zentrifugalpumpe. Die Anordnung dieses wesentlich grösseren Maschinensatzes ist ähnlich den bestehenden Maschinensätzen. Die Turbine hat eine Leistung von 44 MW, die Pumpe eine solche von 22 MW. Der Maschinensatz wird auch mit 500 Umdrehungen pro Minute betrieben.